# Otto Kaller
Otto Kaller (* 28. Juni 1907; † April 1985) war ein österreichischer Fußballspieler, der mit der Vienna fünf österreichische Meistertitel holte.

## Karriere

### Vereine
Kaller spielte bis 1925 bei den unterklassigen Erdbergern, ehe er von der Vienna verpflichtet wurde. Er konnte sich auf Anhieb einen Stammplatz als rechter Läufer erobern, wo er an der Seite von Leopold Hofmann spielte, der kurz zuvor ebenfalls zum Verein gestoßen war und mehr als zehn Jahre lang neben Kaller in der Läuferreihe spielen sollte. Schon in der ersten Saison bei den Blau-Gelben wurde der Vizemeistertitel geholt und auch in den Folgejahren schloss die Mannschaft meist in den oberen Tabellenrängen ab. 1929 gelang mit einem Sieg über Rapid im ÖFB-Cup-Finale der erste Titel, welcher 1930 gegen die Austria wiederholt wurde.
In der Saison 1930/31 konnten die Döblinger schließlich den Meistertitel holen, was gleichzeitig auch zur Teilnahme am Mitropacup berechtigte. Mit Siegen über Bocskai FC Debrecen und die AS Rom konnte das Finale erreicht werden, wo man auf den Wiener AC traf. Kaller, der im Halbfinale noch zu den stärksten Spielern seiner Mannschaft gezählt hatte, fiel jedoch für mehrere Wochen aus und konnte den Sieg der Vienna nicht auf dem Platz erleben. In der Saison 1932/33 konnte wieder die Meisterschaft gewonnen werden, 1937 folgte ein weiterer Cupsieg.
Als der langjährige Viennaverteidiger Karl Rainer 1938 seine Karriere beendete, übernahm Kaller dessen Posten, zunächst an der Seite von Willibald Schmaus und später an jener von Karl Bortoli. Während der Kriegsjahre war die Vienna eine dominierende Größe im österreichischen Fußball und holte von 1942 bis 1944 drei Meistertitel in Folge. 1942 wurde man darüber hinaus deutscher Vizemeister nach einer 0:2-Finalniederlage gegen den FC Schalke 04, im Jahr 1943 gewann man den deutschen Pokal mit einem 3:2 gegen den LSV Hamburg.
Auch in der ersten Nachkriegsmeisterschaft stand Kaller für seine Mannschaft noch auf dem Platz und erreichte 1946 auch noch einmal ein Cupfinale, ehe er 1948 sein letztes Erstligaspiel bestritt. Danach ließ er seine Laufbahn beim Landstraßer AC ausklingen.

### Nationalmannschaft
Sein erstes Spiel für die Nationalmannschaft machte Kaller im Mai 1926 gegen die Ungarn bei einem 3:0 in Budapest. In den nächsten Jahren folgten unregelmäßig Einberufungen, sein Stammposten als rechter Läufer wurde aber meist an Johann Richter und Karl Schneider vergeben. Erst im Jahr 1930 konnte er mehrere Spiele in einem Jahr bestreiten, hatte jedoch bald wieder gegenüber den aufstrebenden Johann Mock und Georg Braun das Nachsehen. So kam er zu seinem einzigen Einsatz während der Zeit des Wunderteams ausgerechnet in jenem Spiel, in dem diese Ära zu Ende ging, nämlich beim 1:2 gegen die Tschechoslowakei im April 1933. Dies sollte für über zwölf Jahre sein letzter Einsatz für Österreich sein, im August 1945 durfte er jedoch noch einmal gegen Ungarn die Nationaldress tragen.

## Erfolge
- Mitropacup-Sieger 1931
- Mitropacup-Zweiter 1932
- Gaumeister Donau-Alpenland 1942, 1943, 1944
- Tschammerpokal-Sieger 1943
- Österreichischer Meister 1931, 1933
- ÖFB-Cup-Sieger 1929, 1930, 1937